# Kalendarz irański
Kalendarz perski, kalendarz irański (farsi گاهشماری ایرانی‌; Gahshomari-ye Irani), zwany także kalendarzem Dżalali – kalendarz opracowany w XI-wiecznej Persji, używany aż do dzisiaj w Iranie i Afganistanie.

## Historia
Kalendarz został wprowadzony przez seldżuckiego sułtana Dżalal ad-Daulę Malik Szaha I (stąd nazwa Dżalali) 15 marca 1079 r. Opracowali go na zlecenie władcy najwięksi ówcześni perscy uczeni z królewskiego obserwatorium astronomicznego w stolicy kraju – Isfahanie, przy udziale największego astronoma owych czasów – Omara Chajjama. Od tej pory kalendarz był kilkakrotnie poprawiany w celu zwiększenia jego dokładności.
Mimo iż kalendarz został opracowany na życzenie władcy, aż do 1925 r. jedyną oficjalną rachubą czasu w Persji (dzisiejszy Iran) pozostawał kalendarz muzułmański. W tym właśnie stylu datowane są wszelkie dokumenty oficjalne. Wśród ludu natomiast, dość popularną metodą rachuby lat jest także kalendarz chiński, a zwłaszcza 12-letni cykl związany z nazywaniem lat od nazw zwierząt (tzw. zodiak chiński), wprowadzony przez mongolskich najeźdźców. W 1925 r. za jedyną oficjalną rachubę czasu uznano kalendarz perski; kalendarz muzułmański utracił przez to na znaczeniu, zaś kalendarz chiński został zakazany.
W 1957 r. kalendarz perski oficjalnie wprowadzono w Afganistanie. System ten szybko upowszechnił się zwłaszcza wśród narodów irańskojęzycznych; wraz z przyjęciem tego kalendarza miesiące otrzymały jednak nazwy pochodzące z lokalnych języków, zaś w języku pusztuńskim otrzymały nazwy znaków zodiaku, a w języku dari nazwano je zapożyczeniami tradycyjnych nazw miesięcy kalendarza muzułmańskiego.

## Założenia kalendarza
Kalendarz perski jest kalendarzem słonecznym, łączącym cechy starożytnego kalendarza perskiego, używanego przez zaratusztrian i kalendarza muzułmańskiego.

### Rachuba lat
Identycznie, jak w kalendarzu muzułmańskim, lata liczone są od ucieczki Mahometa z Mekki (hidżra, 622 r. n.e.). Słoneczny charakter kalendarza powoduje jednak, iż inaczej, niż w księżycowym kalendarzu muzułmańskim, poszczególne miesiące przypadają zawsze o tej samej porze roku.
W roku 1976 szach Mohammad Reza Pahlawi usiłował w ramach modernizacji kraju i nawiązywania do staroperskiej tradycji wprowadzić kolejną modyfikację kalendarza i przesunąć początek rachuby lat na datę koronacji króla Cyrusa II (559 r. p.n.e.) jako datę powstania pierwszego państwa perskiego, jednak silny opór społeczny zmusił go do rezygnacji z tej decyzji.

### Rok przestępny
Rok przestępny w kalendarzu perskim oblicza się następująco: przestępnym jest ten rok, którego numer daje przy dzieleniu przez 33 resztę: 1, 5, 9, 13, 17, 22, 26 lub 30. W ten sposób w każdym 33-letnim okresie musi wypaść 8 lat przestępnych.
Tak wyliczony rok trwa 365,24242 dni, co daje błąd w wysokości 1 dnia na 4500 lat.

## Podział i początek roku

### Miesiąc
Rok, według kalendarza perskiego, dzieli się na 12 miesięcy liczących 30 lub 31 dni, z wyjątkiem miesiąca esfand, który w latach nieprzestępnych ma 29 dni. Początek kolejnego miesiąca odpowiada przejściu słońca w kolejny znak zodiaku

### Tydzień
W ramach kalendarza perskiego funkcjonują także 7-dniowe tygodnie. Pierwszym dniem tygodnia jak we wszystkich krajach islamskich jest sobota, a ostatnim piątek, będący zgodnie z zasadami religii muzułmańskiej dniem świątecznym.

### Początek roku
Początkiem roku jest dzień równonocy wiosennej (Nowruz). Dzień ten był tradycyjnym początkiem roku jeszcze w okresie starożytnym i do dziś jest popularnym świętem także u tych ludów związanych z kulturą dawnej Persji, które kalendarza irańskiego nie stosują (jak np. Kurdowie).

## Nazwy miesięcy
| Lp | Znak zodiaku | Nazwa miesiąca       | Liczba dni | Odpowiada miesiącom kalendarza gregoriańskiego |
| -- | ------------ | -------------------- | ---------- | ---------------------------------------------- |
| 1  | Baran        | فروردین Farwardin    | 31         | 21 marca – 20 kwietnia                         |
| 2  | Byk          | اردیبهشت Ordibeheszt | 31         | 21 kwietnia – 21 maja                          |
| 3  | Bliźnięta    | خرداد Chordād        | 31         | 22 maja – 21 czerwca                           |
| 4  | Rak          | تیر Tir              | 31         | 22 czerwca – 22 lipca                          |
| 5  | Lew          | مرداد Mordād         | 31         | 23 lipca – 22 sierpnia                         |
| 6  | Panna        | شهریور Szahriwar     | 31         | 23 sierpnia – 22 września                      |
| 7  | Waga         | مهر Mehr             | 30         | 23 września – 22 października                  |
| 8  | Skorpion     | آبان Ābān            | 30         | 23 października – 21 listopada                 |
| 9  | Strzelec     | آذر Āsar             | 30         | 22 listopada – 21 grudnia                      |
| 10 | Koziorożec   | دی Déi               | 30         | 22 grudnia – 20 stycznia                       |
| 11 | Wodnik       | بهمن Bahman          | 30         | 21 stycznia – 19 lutego                        |
| 12 | Ryby         | اسفند Esfand         | 29 (30)    | 20 lutego – 20 marca                           |

## Oznaczenie
Dla potrzeb oznaczenia, iż dana data podana jest w irańskim systemie rachuby lat po numerze roku podaje się skrót AP (od łac. Anno Persico lub Anno Persarum). Tak np. data 1386 AP oznacza rok 2007 n.e. (od 22 marca) i początek roku 2008 (do 22 marca). Oczywiście w obu krajach stosujących ten system nie podaje się tego oznaczenia, podając tylko datę; podobnie jak w Polsce nie podaje się informacji, iż data zapisana jest według kalendarza gregoriańskiego. Daty te zapisywane są za pomocą oryginalnych cyfr arabskich (dokładniej: wschodnioarabskich) i zapis 1386 ma postać: ۱۳۸۶